# Точка сверху слева
Точка сверху слева (◌᷸) — диакритический знак, используемый в Русском лингвистическом алфавите.

## Использование
В Русском лингвистическом алфавите обозначает перемещение артикуляции начальной фазы непередних гласных вперёд и вверх, возникающее у ударных гласных после мягкого согласного перед твёрдым.
Использовалась в транскрипции Американской антропологической ассоциации 1916 года для обозначения гласных среднего ряда верхнего подъёма.
Также употребляется в некоторых церковнославянских текстах. Используется и в сирийском письме.